# Arcon
Arcon é uma comuna francesa na região administrativa de Auvérnia-Ródano-Alpes, no departamento de Loire. Estende-se por uma área de 19,19 km². Em 2010 a comuna tinha 109 habitantes (densidade: 5,7 hab./km²).